# Eroare umană (Star Trek: Voyager)
„Eroare umană” (titlu original: „Human Error”) este al 18-lea episod din al șaptelea sezon (și ultimul) al serialului TV american științifico-fantastic Star Trek: Voyager și al 164-lea episod în total. A avut premiera la 7 martie 2001 pe canalul UPN.

## Prezentare
Seven of Nine își exersează aptitudinile sociale pe holopunte.

## Actori ocazionali
- Manu Intiraymi - Icheb